# Aeroportul Horta
Aeroportul Horta (IATA: HOR, ICAO: LPHR) este un aeroport din Azore, Portugalia ce deservește zona Horta. Aeroportul a fost tranzitat în decembrie 2022 de 14.024 de pasageri. A fost deschis în 1971 și numit după zona deservită.
Situat la o altitudine de 36 m, aeroportul dispune de o singură pistă. Este operat de ANA – Aeroportos de Portugal⁠(d).